# سمير تومي
سمير تومي (من مواليد 1968) كاتب جزائري، بدأ مسيرته المهنية في مجال الإشهار والاتصال في تونس قبل أن ينتقل إلى الجزائر حيث يدير شركة استشارات. أصدر روايته الأولى بعنوان الجزائر، الصرخة في عام 2013، والتي ترشّحت للفوز بجائزة الأدب العربي المقدمة من المعهد العربي العالمي ومؤسسة جان لوك لاغاردير في باريس. كما حاز على جائزة جمعية فرنسا الجزائر التي يمنحها المركز الوطني للكتاب في باريس عن كتابه "Leffacement" (الطمس).

## سيرة شخصية
سمير التومي هو مستشار ومؤلف جزائري وُلد عام 1968 في بولوغين، الجزائر العاصمة. عمل كمهندس في مجال العلوم التطبيقية ويجمع في اهتماماته بين العلوم والفنون والأدب. يمثل التومي نموذجًا للمثقف الذي يسعى للجمع بين المجالات المختلفة من خلال استكشافها والعمل فيها.
في قصبة الجزائر أنشي «لا بينوار» كمفهوم للـ«فضاء المشترك» بالتعاون مع الفنانين. يعتبر هذا الفضاء منصة استشارية ومساحة هجينة تتيح للفنانين الشباب فرصة عرض أعمالهم. خلال فعاليات معارض الفن المعاصر، يُفتح «لا بينوار» للجمهور مما يجعله ملتقى للإبداع والتبادل الفني بين الفنانين والجمهور، ويساهم في دعم وتشجيع المواهب الناشئة.
بعد عدة غيابات متقطعة في فرنسا لمواصلة دراسته وفي تونس لمشاريعه المهنية عاد سمير التومي إلى الجزائر العاصمة في عام 2004 واستقر هناك. أسس شركة استشارية تركز على الموارد البشرية، وفي الوقت الحاضر يعرف بأنه كاتب ومصور يصف نفسه بـ "هاوي متواضع" مما يعكس شغفه بالفن والأدب إلى جانب عمله الاستشاري.
شارك سمير التومي في العمل الجماعي "البحر الأبيض المتوسط، الحدود المريرة" الذي نشرته دار النشر Actes Sud في عام 2019. كما تعاون في عام 2013 في مراجعة "المستحيل" وهي مجلة أدبية وفكرية أعدها الراحل ميشيل بوتور.

كان كتاب سمير التومي الأول "الجزائر، البكاء" الذي صدر في عام 2013 عن دار نشر البرزخ، بمثابة صورة متنقلة، حساسة ومريرة للعاصمة الجزائرية التي يصفها بـ "البيضاء". أما روايته الثانية "الطمس" التي نشرت في 2016 من نفس الناشر فهي تعكس قصة جيل تم التضحية به: رواية عن الجزائر ما بعد الاستعمار. تتناول الرواية جيل الأبناء الذين لم يتوقف آباؤهم عن تمجيد الدولة الجزائرية باسم البناء الوطني وتحكي قصة شخصية معذبة في الأربعين من عمرها.

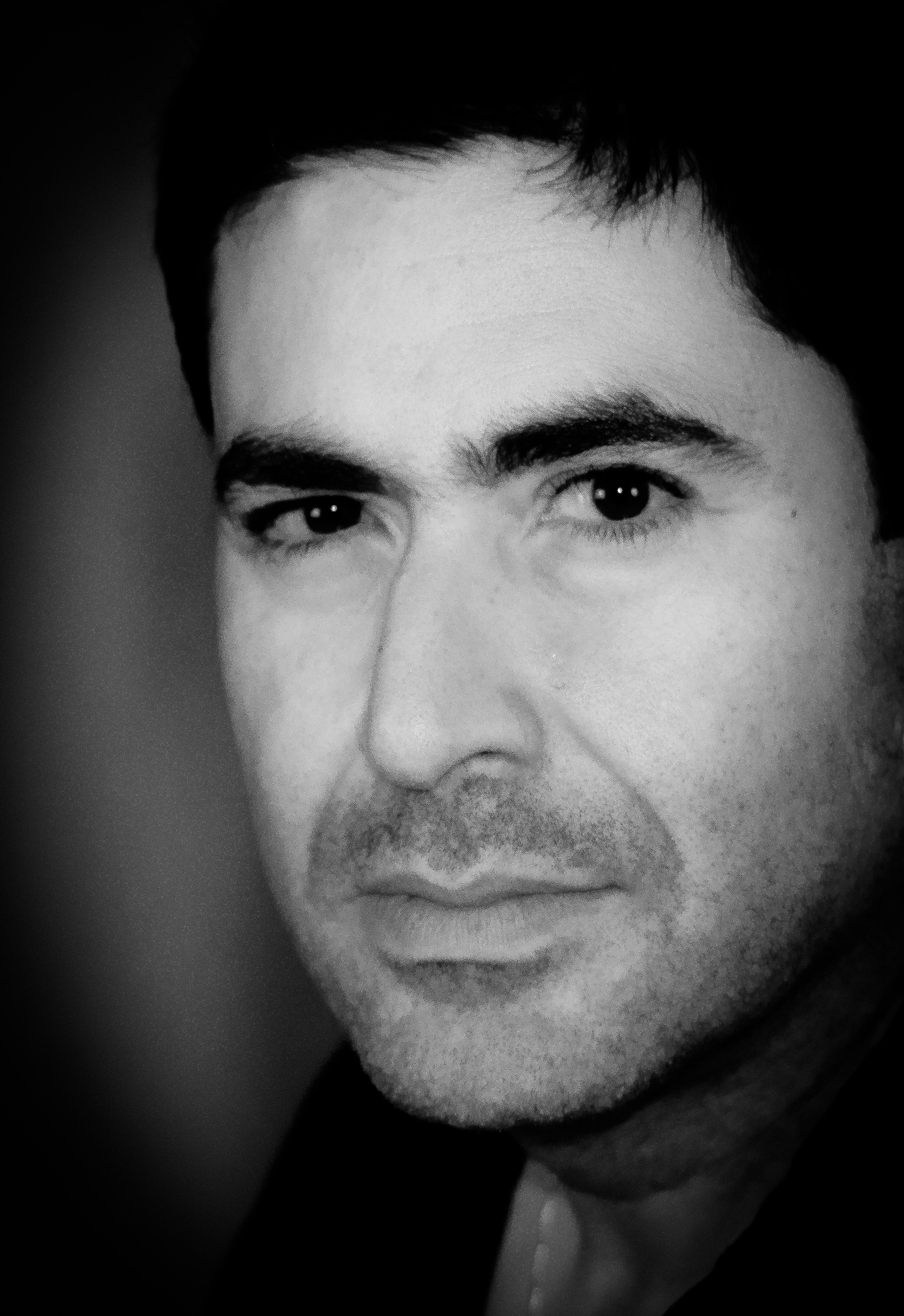
سمير تومي

## كتب
- الجزائر - البكاء (بالفرنسية: Alger, le cri)‏، 2013
- الطمس (بالفرنسية: L'effacement)‏، 2016.

## الترجمة
ترجمة إنجليزية لروايته الأولى (الجزائر- البكاء) أليس كابلان، نُشرت في المجلة الأدبية The Yale Review (جامعة ييل).
ترجمت دانييلا دي لورينزو روايته L'Effacement إلى الإيطالية تحت عنوان (بالإيطالية: Lo specchio vuoto)‏ من قبل دانييلا دي لورينزو تحت عنوان "Lo specchio vuoto من قبل إصدارات Mesogea، ونُشرت في عام 2018  بالإضافة إلى ذلك، سيكون L'Effacement موضوع فيلم مقتبس من إخراج كريم موسوي وإنتاج Pelleas Films.

## تأثيرات
سمير التومي متأثر بمجموعة متنوعة من المؤلفين الذين ينتمون إلى مدارس وأساليب مختلفة تمامًا. يقتبس في كتاباته من الياباني يوكيو ميشيما، والفرنسي ميشال ويلبك، ومارغريت دوراس. يعبر عن إعجابه بقدرتهم على استكشاف أعماق النفس البشرية وتعقيداتها والتقاط مشاعرنا الداخلية وصراعاتنا بأسلوب أدبي مميز مما ينعكس بوضوح في أعماله الروائية التي تتناول تعقيدات الهوية والانتماء والحياة ما بعد الاستعمار.
بالنسبة لسمير التومي، الشكل الأدبي مهم جدًا ويظهر ذلك في استلهامه من أعمال مثل *Portnoy's Complaint* للكاتب فيليب روث حيث تنجح الشخصية في كشف مشاعرها المعقدة من خلال جلسات علاج نفسي. ورغم تأثره بالأدب العالمي فإن الجزائر بتاريخها المليء بالمعاناة والمجتمع الجزائري المتنوع والمرن تظل بالنسبة له مصدر إلهام دائم لا ينضب وهو ما ينعكس بشكل واضح في أعماله الأدبية التي تستمد الكثير من عمق هذا التاريخ والبيئة الاجتماعية.

## جوائز
عندما صدر كتابه أعلن ناشره عن تنظيم اجتماعات مع الروائي سمير التومي في مكتبات في ميلانو ونابولي وروما في عام 2016. وفي عام 2017 حصل على جائزة الجمعية الفرنسية الجزائرية تقديراً لروايته.

## اقتباس
«يجب أن أكون واثقًا بدرجة كافية حتى لا أحتاج إلى الحنين إلى الماضي. يسمح الحنين للفرد بمواجهة خوفه من الحاضر والمستقبل، والحنين هو ملجأ، إنه الحياة كبطاقة بريدية.» 

## مذكرات
1. ↑  "سمير تومي". جائزة كتارا للرواية العربية. مؤرشف من الأصل في 2019-09-29. اطلع عليه بتاريخ 2021-06-24.
2. ↑  "الروائي سمير تومي يتوج بباريس بجائزة جمعية فرنسا-الجزائر". الإذاعة الثقافية. مؤرشف من الأصل في 2021-06-27.
3. ↑  "« En Algérie, l'enfer ce sont « les pères » - Samir Toumi, écrivain et photographe. »". Orient XXI (بالفرنسية). 2 mars 2018. Archived from the original on 27 فبراير 2021. Retrieved 10 novembre 2020. {{استشهاد ويب}}: تحقق من التاريخ في: |تاريخ الوصول= and |تاريخ= (help)
4. 1 2  "Samir TOUMI". Dzair-Books (بالفرنسية). 14 juin 2020. Archived from the original on 24 يونيو 2021. Retrieved 10 novembre 2020. {{استشهاد ويب}}: تحقق من التاريخ في: |تاريخ الوصول= and |تاريخ= (help)
5. 1 2  "«L'effacement» de Samir Toumi: Il a été traduit en italien". Algerie360 (بالفرنسية). 17 mars 2019. Archived from the original on 2021-06-29. Retrieved 10 novembre 2020. {{استشهاد ويب}}: تحقق من التاريخ في: |تاريخ الوصول= and |تاريخ= (help)
6. ↑  "Samir Toumi : « Comment exister face à nos glorieux aînés qui ont libéré l'Algérie ? »". JeuneAfrique (بالفرنسية). 10 février 2017. Archived from the original on 2021-04-14. Retrieved 10 novembre 2020. {{استشهاد ويب}}: تحقق من التاريخ في: |تاريخ الوصول= and |تاريخ= (help)